# 山中千代衛
山中 千代衛（やまなか ちよえ、1923年12月14日 - 2017年2月15日）は、日本の電気・電子工学者。大阪大学名誉教授。工学博士（大阪大学）。大阪大学レーザー核融合研究センター（現：大阪大学レーザー科学研究所）創設者。名古屋大学プラズマ研究所元客員教授。アメリカ物理学会(APS)フェロー。IEEEライフフェロー。電気学会名誉員。プラズマ・核融合学会元副会長。レーザー技術総合研究所(ILT)名誉所長・初代所長。日本原子力研究所関西研元研究推進委員長。勲二等瑞宝章・紫綬褒章受章。日本のレーザー核融合研究のパイオニアかつ世界をリードする研究者の一人であった。
専門は、レーザー核融合（高出力レーザーシステム・プラズマ含む）・核融合エネルギー、光量子科学・光エレクトロニクス。 

## 略歴
大阪府出身。1948年大阪大学工学部電気工学科卒業。同大学大学院特別研究生第一期および第二期修了。1953年同大学工学部助手となり、米マサチューセッツ工科大学（MIT）へ留学。帰国後、講師・助教授を経て、1960年工学博士（大阪大学）。1963年同大学工学部電気工学科教授となり、山中研究室を開設（初期門下生には、山中龍彦・佐々木孝友・吉田國雄らがいる；スローガン「Laboratory of the world, and Laboratory for the world」）、聡明期のレーザーによるプラズマ研究・レーザー核融合の研究に従事。1969年名古屋大学プラズマ研究所客員教授を兼務（1972年まで）。1971年国産初の核融合研究用「激光I号」ガラスレーザーを開発。1972年大阪大学附属レーザ工学研究施設長を経て、1976年大阪大学レーザー核融合研究センター（現：大阪大学レーザー科学研究所）を創設し、初代センター長となる。1983年世界最高性能（当時）の「激光XII号」ガラスレーザー装置を開発。1987年大阪大学名誉教授。退官後は、レーザー技術総合研究所(ILT)初代所長などを務めた。1991年紫綬褒章受章。2000年勲二等瑞宝章受章。2017年2月15日逝去、93歳没。 
大阪大学工学部電気工学科において、大阪大学レーザー核融合研究センター（現：大阪大学レーザー科学研究所）創設し、国産初の核融合研究用「激光I号」ガラスレーザーの開発、世界最高性能（当時）の「激光XII号」ガラスレーザー装置の開発など、日本のレーザー核融合研究のパイオニアとして同分野の研究・育成に貢献した。その大きな功績を讃え、「山中千代衛賞」が開設されている。
主な所属学会は、アメリカ核融合協会(ANS)、アメリカ物理学会(APS)、IEEE、プラズマ・核融合学会、レーザ学会、日本レーザー医学会、日本物理学会など。

## 主な著書
- レーザ工学 ：電気・電子工学大系20（単著、コロナ社1981、学術書）
- レーザーと未来社会（単著、三田出版会1985、学術書）
- 近代高電圧・放電工学 <近代電気工学大講座5>（単著、電気書院1969、学術書）
- 慣性核融合研究開発史：レーザー核融合研究パイオニア物語（単著、レーザー核融合技術振興会IFEフォーラム2006、学術書）

## 主な受賞
- アメリカ核融合協会(ANS)リーダシップ賞
- エドワード・テラー賞
- アメリカ物理学会(APS)フェロー
- IEEEライフフェロー
- 電気学会学術振興賞進歩賞/論文賞・名誉員
- 米国ローレンス・リバモア国立研究所研究貢献賞
- プラズマ核融合学会名誉会員
- IAEAニース会議金メダル
- レーザー学会研究業績賞/進歩賞・功績賞
- 日本レーザー医学会名誉会員
- 小平記念会小平賞
- 泰山賞レーザー功績賞[9]

## 主な研究
- コヒーレント光による核融合プラズマの生成：高出力レーザー開発プロジェクトの開始(1968) [10]
- 核融合研究用「激光I号」ガラスレーザー（1ビーム, 10J, 50GW）の開発：わが国最初のレーザ光線による熱核融合反応の成功(1971：ソ連・フランス・アメリカに次いで4番目) [11] - 名古屋大学プラズマ研究所との共同研究
- 「激光II号」ガラスレーザー（2ビーム, 100J/1ns）の開発(1974)
- 「激光IV号」ガラスレーザー（4ビーム, 2kJ/1ns）の開発(1978)
- 世界最高性能（12ビーム, 20kJ/1ns）の「激光XII号」ガラスレーザー装置の開発(1983) [6]
- 「烈光 VIII号 」CO2レーザーの立ち上げとその研究[12]
- 「励電 III号」電子ビーム装置の開発[10]
- レーザー核融合の高速点火技術の新しい発明およびレーザー同位体分離の研究
- 白金フリーガラス・リン酸塩ガラスの開発
- キャノンボールターゲットや多重衝撃波をターゲット中心で重畳させる爆縮方式の研究
- 重水素核融合エネルギーについての研究